# Алейжадінью
Алейжадінью (справжнє ім'я Антоніо Франсіско Лисбоа; можливо, 29 серпня, 1738, колишня Віла Ріка, — 18 листопада, 1814, Віла Ріка (нині Ору-Прету, Бразилія) — архітектор та скульптор доби бразильського бароко XVIII століття, мулат, син чорношкірої рабині та португальця.

## Вивчення творчого спадку
Початок вивчення творчого спадку майстра почався ще за життя старого Алейжадінью, але воно йшло з позицій зверхності та європоцентризму, престижності тільки європейського мистецтва. Одне з перших свідоцтв у 1811 р. про твори майстра залишив німецький барон Ешвег, що подорожував по Мінас-Жерайсу і бачив скульптури Конгоньяса. Він записав — " Їх одяг та фігури іноді нешляхетні і позбавлені пропорцій. Але не слід ігнорувати переваг митця, що був автодидактом і ніколи не бачив дійсно величних творів мистецтва ".
З поглядів сучасників, Алейжадінью пощастило в житті, адже народжений чорношкірою рабинею, він і сам був рабом, викупленим батьком з неволі. До того ж, він мав біографа на ім'я Бретас. Але навіть записи біографа неповні і неточні і ніяк не висвітлюють рік народження митця, свідоцтв про його матір, бо дітей рабинь навіть не вносили в церковні книги. Більш менш точні дані отримав дослідник Р. Фрейденфелд, але багатьох таємниць життєпису Алейжадінью це не розкрило.

### Життєпис
Алейжадінью — пізнє прізвисько, яке отримав підстаркуватий і тяжко хворий скульптор, що в перекладі значило — Малий Каліка. За сучасними припущеннями, хворів на проказу.
Народжений чорношкірою рабинею, він і сам був рабом, викуплений батьком з неволі в дитинстві. Відомостей про матір нема. Точний рік народження митця-мулата — невідомий. Йдучи від звісток, що він помер у віці 76 років у 1814 р., то митець — 1738 року народження.
Батько, Мануэл Франсиско Лисбоа — емігрант з Португалії, що поїхав шукати добробуту в колонію Бразилію. За фахом — тесляр, виконроб і архітектор. Мав позашлюбного сина Антоніо. У Бразилії узяв шлюб з жінкою, вона народила четверо дітей. Разом з законними дітьми виховувався і позашлюбний Антоніо, який перевищував всіх у здібностях.

### Навчання
Його навчання слід визначати як домашнє, неофіційне та отримане від більш майстерних фахівців на практиці. Первісну освіту отримав від батька. Якийсь вплив на юнака мав дядя — Антоніо Франсіско Помбал, дизайнер інтер'єрів, на честь якого назвали і Алейжадінью. Помбал був творцем декору церкви Носса Сеньйора-до-Пилар, а головну каплицю церкви прикрасив Франсіско Шавьер де Бріто, відомий тоді бразильський скульптор і декоратор. Твори обох бачив і вивчав юнак. Він починав не порожньому місці.

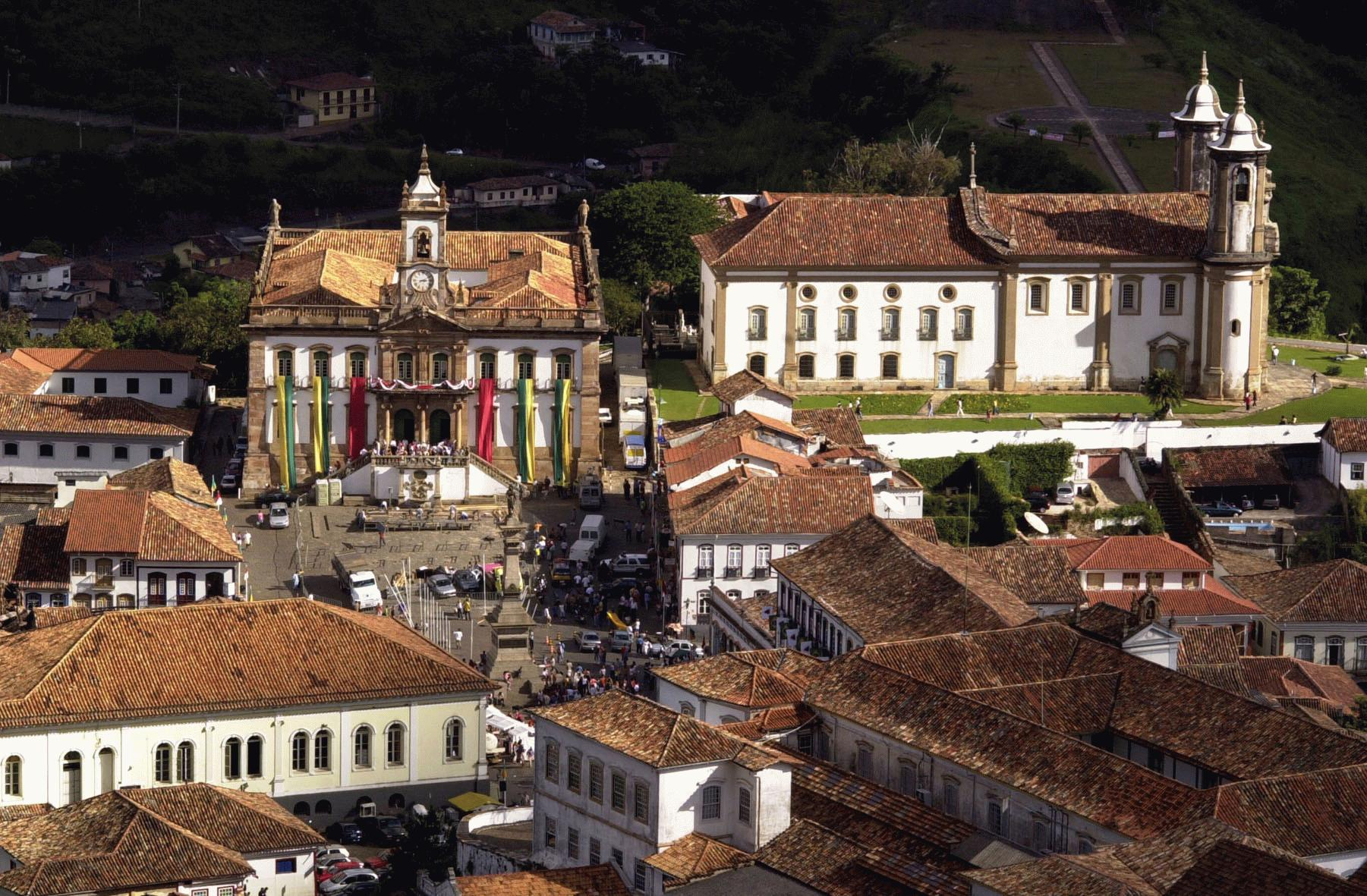
Ору Прету, історичний центр
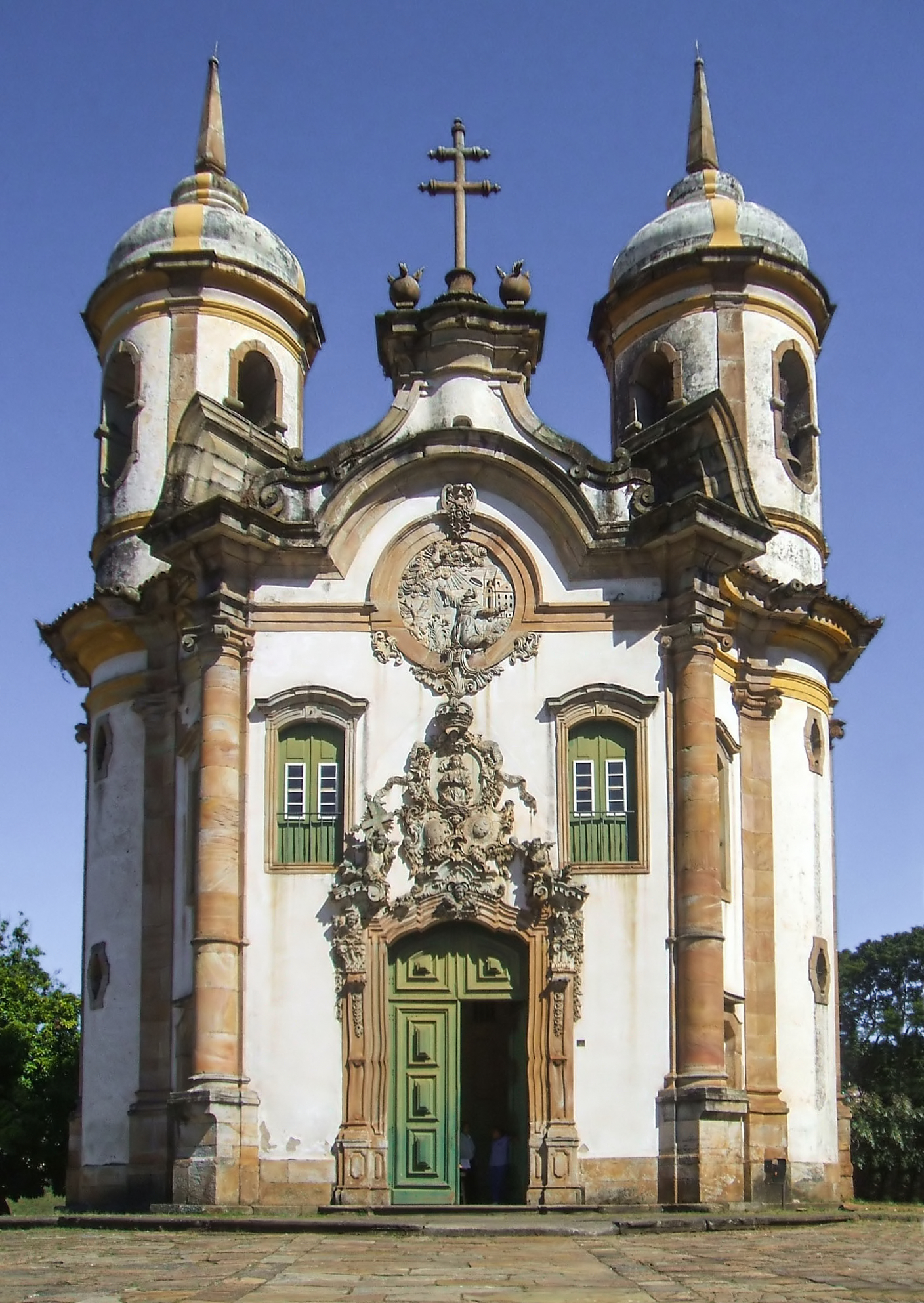
церква Сан Франсіску в Ору Прету
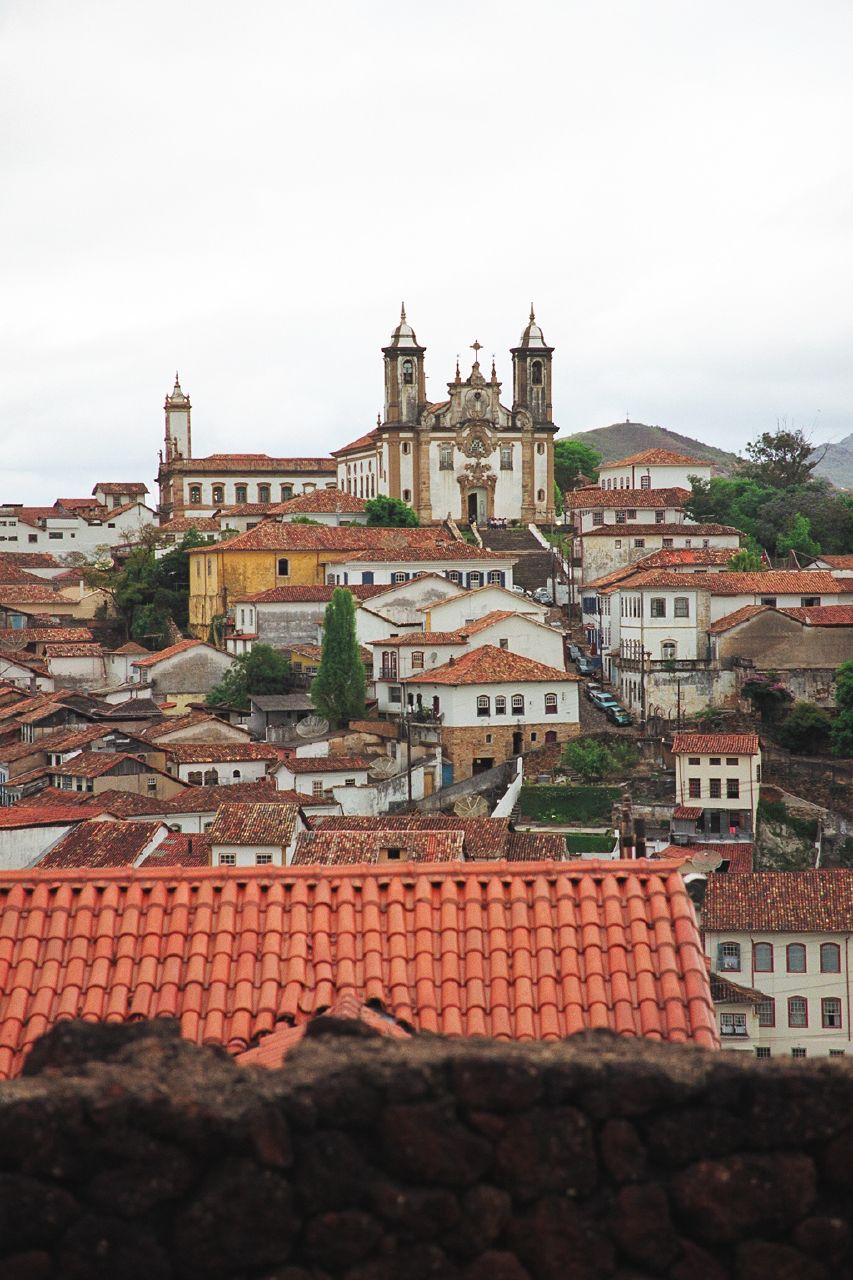
церква дел Кармен в Ору Прету
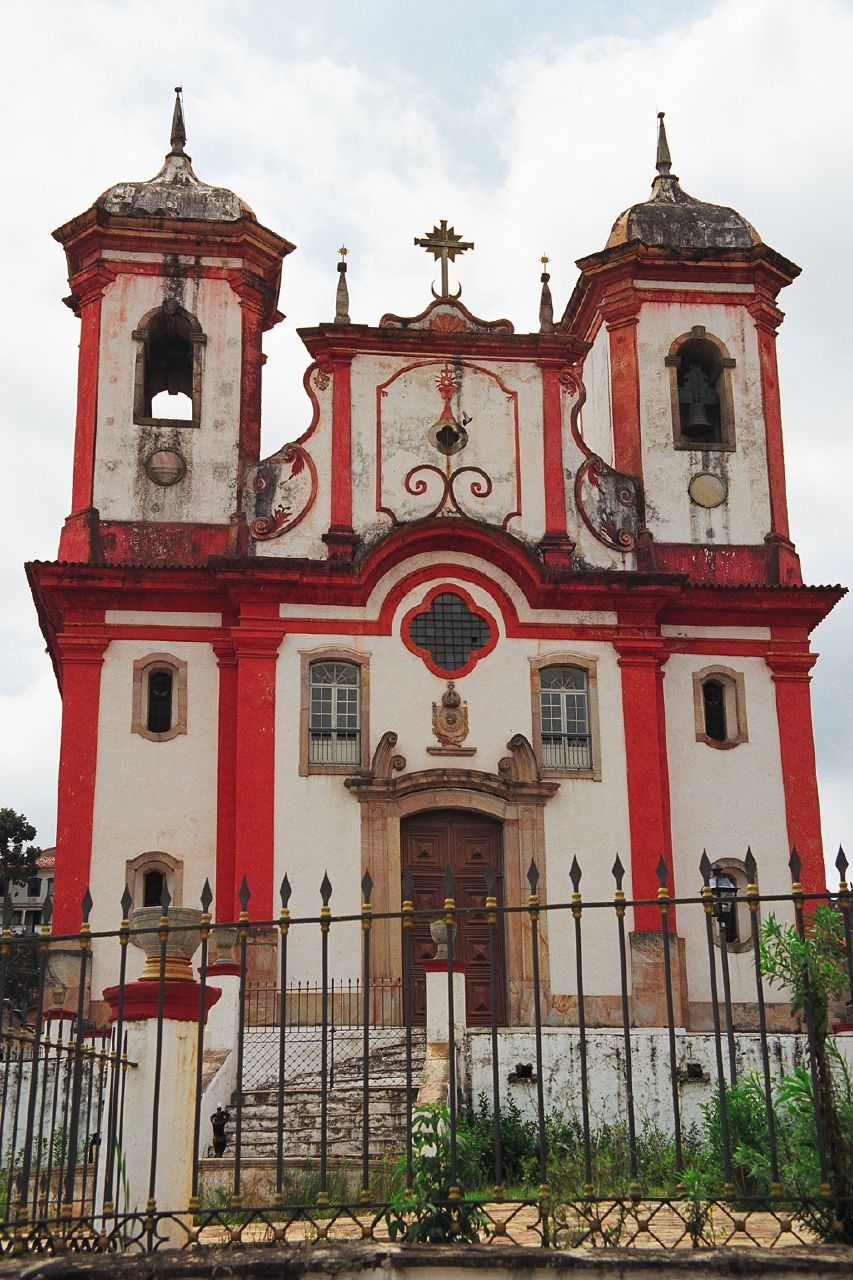
церква Ла Консейсан в Ору Прету

Значний вплив на свідомість митця мав і Жоао Батіста Гомес, що деякий час жив і працював у Франції. Жоао Батісту вважають одним з вчителів юнака, разом з яким він працював помічником. Також молодик користувався увражами, європейськими книжками з архітектури, які привозили з Португалії.

### Співпраця

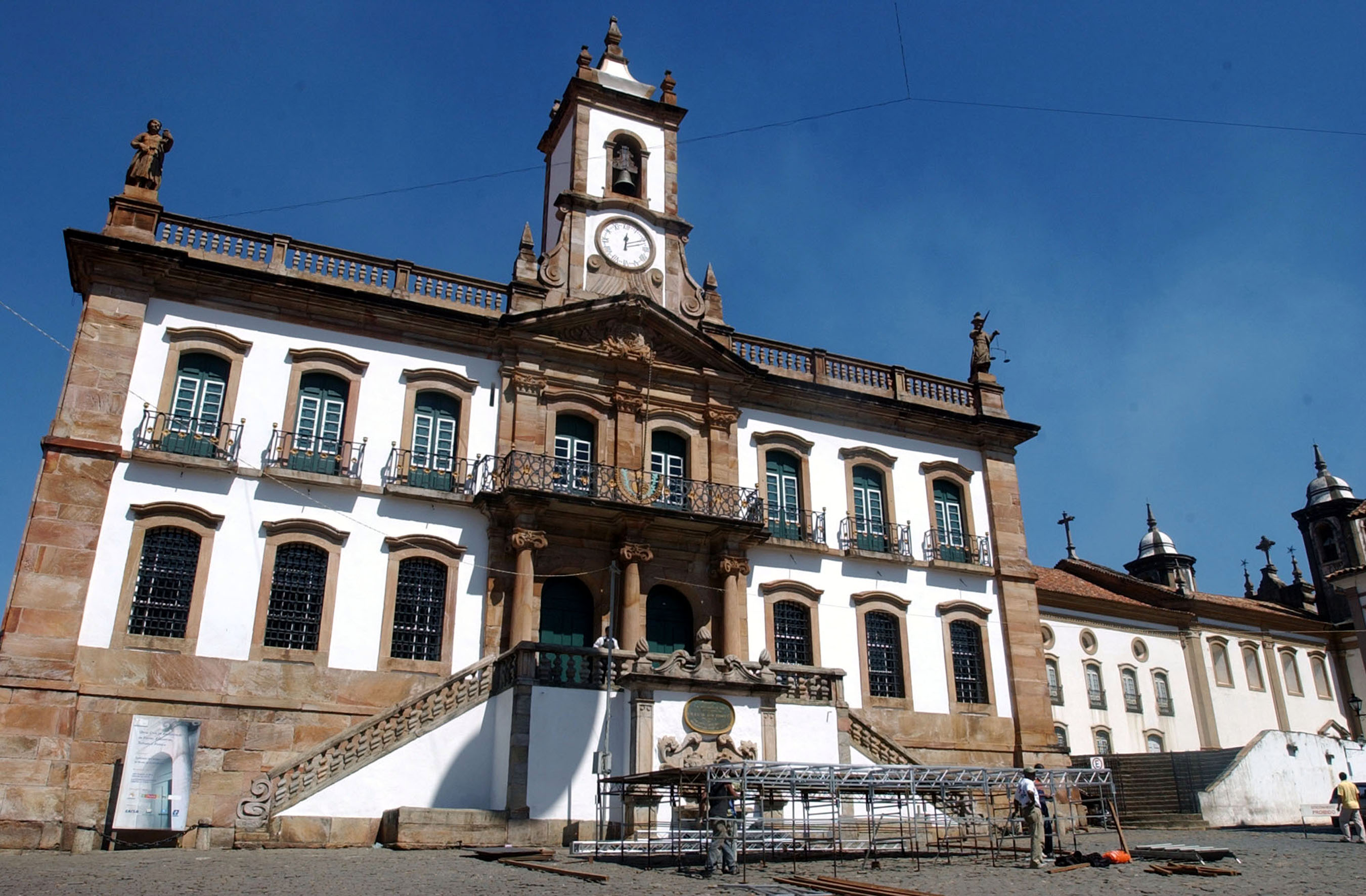
Оуру Прету, колишній палац губернатора, 1741 р.

Алейжадінью почав співпрацювати з батьком. Серед збережених свідоцтв — контракт батька на спорудження кам'яного палацу губернатора з 1741 року. Разом з батьком міг навчатися при добудовах церкви Носса Сеньйора-да-Консейсао у 1745—1757 рр. Церква Носса Сеньйора-до-Кармо була останньою, де працював батько (у 1767 р. він помер). Вважають, що приблизно з цього року Алейжадінью почав працювати самостійно, набуваючи досвіду і як проектант, і як керівник будівельних команд.

### Паломницька церква в Конгоньясі

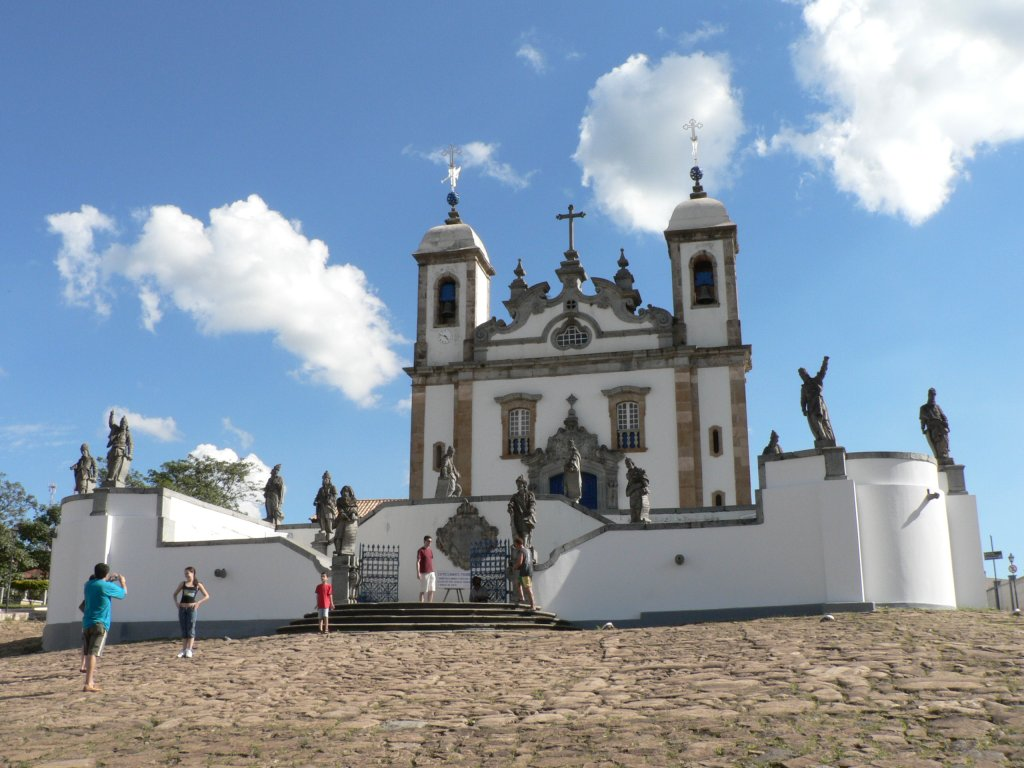
Конгоньяс

Особливе значення в творчості Алейжадінью мала паломницька церква в Конгоньясі. Комплекс споруд створений за подібними зразками в Португалії. Паломників зустрічала алея з королівських пальм та низка каплиць зі скульптурами
«Страсті Христові». Хресну ходу продовжували величні сходи, парапети яких прикрашали 12 фігур пророків. Сама церква була побудована на пагорбі і була головною метою паломництва. Це був справжній архітектурний ансамбль, що поступово розкривався у часі і просторі. Працю над ним Алейжадінью закінчив у 1800 році.

### Останні роки
Періодизація творчості майстра практично не розроблена. За припущеннями, на первісному етапі переважала будівельна активність і лише розпочався шлях митця як декоратора та скульптора.

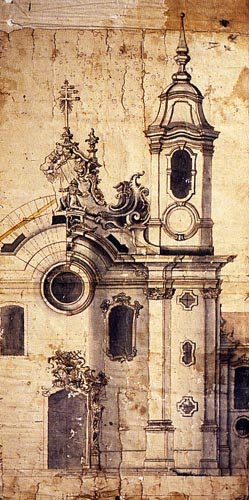
Проект фасаду церкви Сан франсіско

У другій половині життя переважала діяльність скульптора, а праця в архітектурній галузі обмежувалася проектами, які втілювали інші. Він захворів на проказу і втратив через неї пальці ніг. Сам мав трьох рабів, один з яких і носив Алейжадінью на собі. При подорожах в інші поселення штату, використовували мула. Коли Алейжадінью втратив пальці рук, до обрубків прив'язували молоток та долота, щоб той працював скульптором. Серед матеріалів, якими користувався майстер — дерево та досить м'який в обробці мильний камінь. В останні роки життя у Алейжадінью настільки сильно погіршилися зір та стан здоров'я, що він відмовився від праці.

### Смерть
За переказами, помер від прокази у віці 76 років. Був похований у церкві Носса Сеньйора-да-Консейсао-да-Антоніо Діас.

## Вибрані твори (архітектура)
- добудови церкви Носса Сеньйора-до-Кармо, Ору-Прету
- добудови церкви Сан Франсіску де Ассіз, Ору-Прету
- рельєфи катедри церкви Сан Франсіску де Ассіз, Ору-Прету (проповідь Христа з човна та ін.)
- проект церкви Сан Франсіску в Сан-Жоао-дел-Рей
- проект вівтаря церкви до Кармо, Сабара
- проекти бічних вівтарів для різних церков

## Вибрані твори (скульптура)

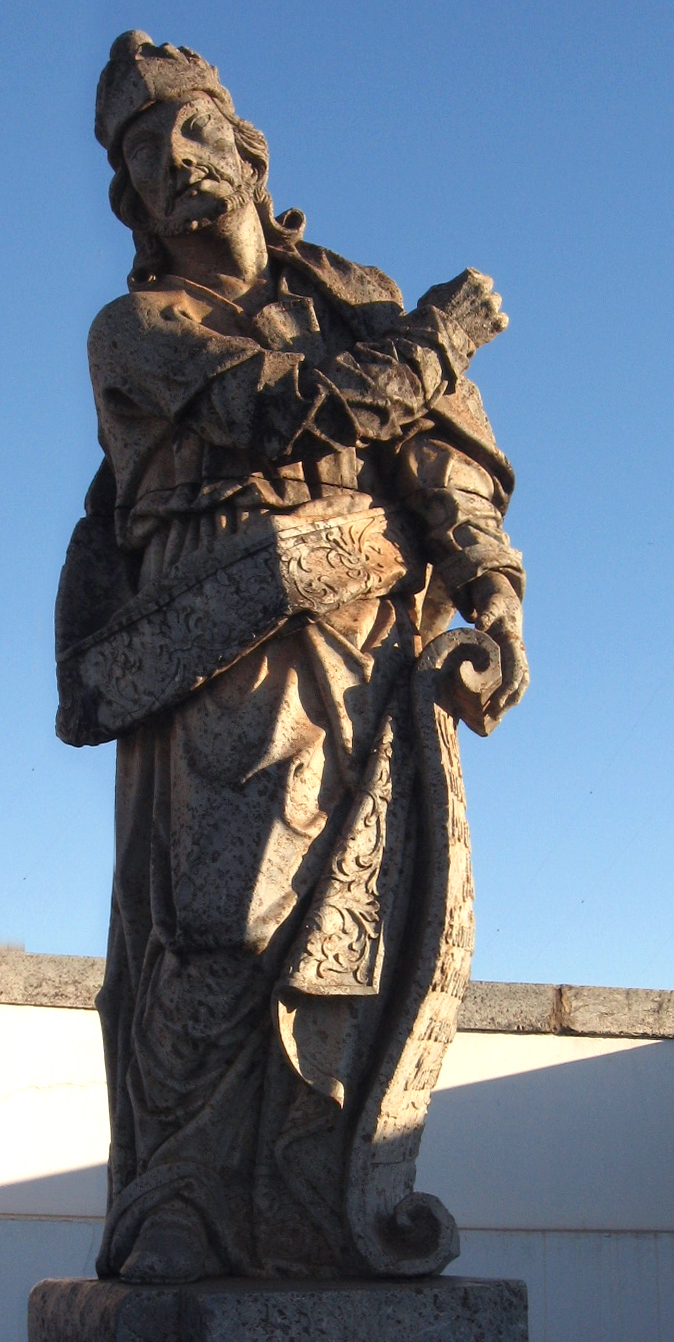
Пророк Єзекіїль

- скульптура св. Жоао де Круз для міста Сабари
- катедра з рельєэфами на біблійні теми для Сабари
- Христос
- 12 апостолів
- Таємна вечеря
- Христа беруть під варту
- Катування Христа
- Коронування терновим вінцем (всього 66 фігур)
- Шлях на Голгофу
- Страсті Христові в капличках саду церкви Бон-Жезус-де-Матозиньос
- 12 пророків (сходи церкви Бон-Жезус-де-Матозиньос, Конгоньяс)